# Tumba de las Águilas
La Tumba de las Águilas, o Isbister Chambered Cairn, es una tumba neolítica con cámara ubicada en el borde de un acantilado en Isbister en South Ronaldsay en Orkney, Escocia. El sitio fue descubierto por Ronald Simison, un agricultor, al excavar losas en 1958; realizó una excavación limitada y extrajo algunos huesos y cráneos en ese momento, pero rellenó el sitio con tierra. En 1976 se inició una excavación más extensa y «se eliminó una enorme cantidad de material», según un informe publicado en 2002.
Alertado por Simison, el arqueólogo John Hedges montó un estudio completo, preparó un informe técnico y escribió un libro popular que consolidó el nombre de la tumba. La reseña del Archaeological Journal del libro Hedges (Tumba de las águilas, una ventana a la Gran Bretaña tribal de la Edad de Piedra) proporcionó una calificación menos que estelar: «razonablemente bien hecho», «pero cuánto mejor podría haber sido».

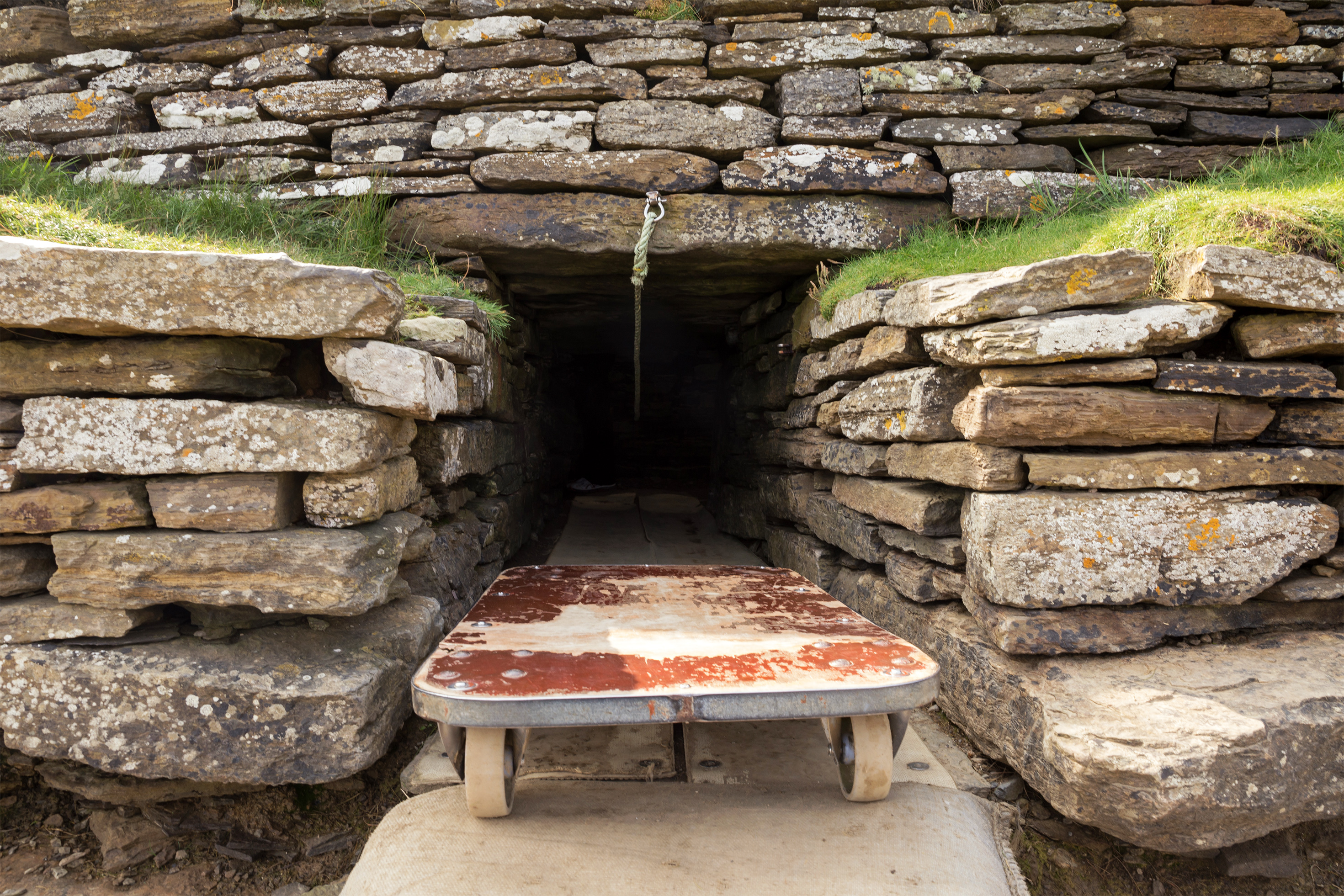
Cairn, Tumba de las Águilas; foto de 2017.

## Hallazgos

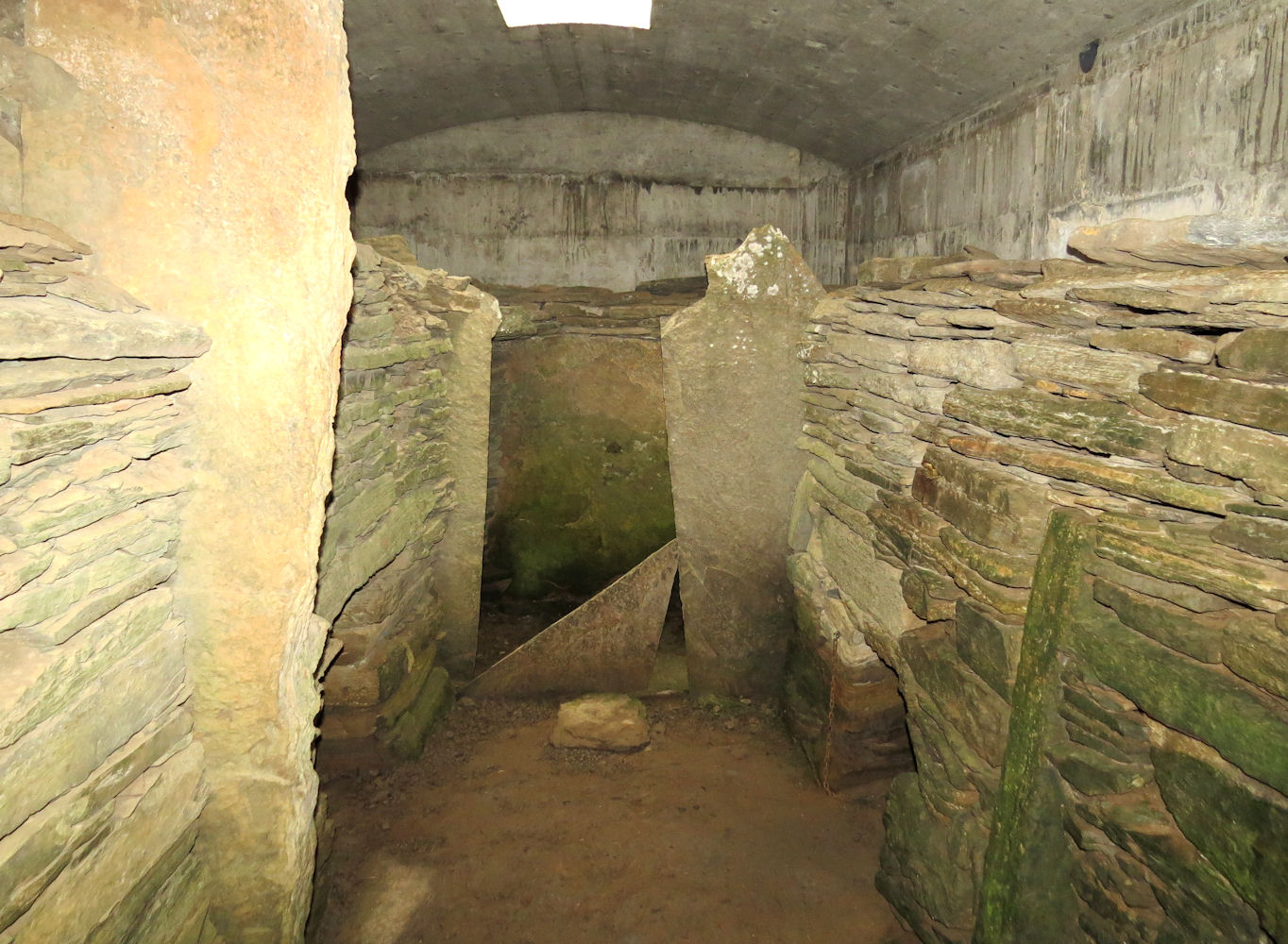
Dentro de la tumba

En el sitio se han encontrado 16 000 huesos humanos, de al menos 324 individuos, pero no se han descubierto esqueletos intactos. Mezclados con los huesos humanos había garras y huesos de ocho a veinte pájaros. Algunos creían que el águila era un animal tótem para los individuos sepultados aquí, pero investigaciones posteriores indicaron que los artefactos de aves se agregaron en un momento posterior. Estos fueron identificados como predominantemente pertenecientes al águila marina de cola blanca (Haliaeetus albicilla). La interpretación original de los artefactos de aves sugirió un depósito de fundación. Esa interpretación fue cuestionada posteriormente por nuevas técnicas de datación. Estos revelan que las águilas murieron c. 2450-2050 a. C., hasta 1000 años después de la construcción de la tumba. Esto confirma la creciente evidencia de otros sitios de que las tumbas neolíticas de Orkney se mantuvieron en uso durante muchas generaciones.

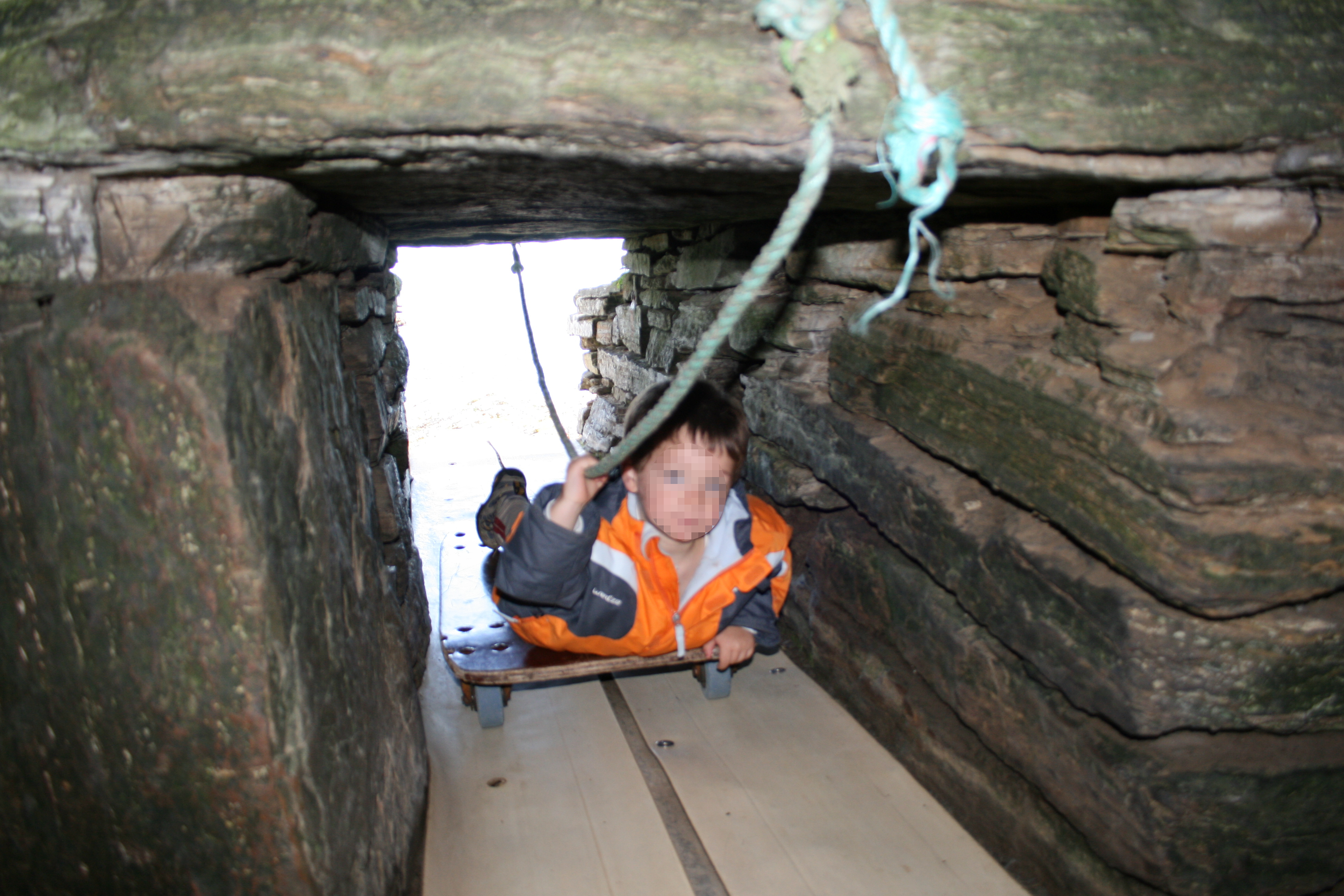
Carro para túnel de acceso

De acuerdo con un informe de investigación bien documentado, los constructores de la tumba mostraron habilidades arquitectónicas y de ingeniería avanzadas, así como comprensión de la astronomía y las matemáticas, a pesar de contar presuntamente con herramientas primitivas. La datación por radiocarbono sugiere que la construcción pudo haber llevado un siglo completo, y los arqueólogos creen que la tumba se utilizó durante 800 años, con el último entierro alrededor del 1600 a. C. El análisis de los huesos indica que estas personas llevaban vidas activas y saludables, pero también sufrían lesiones y enfermedades similares a las que afectan a la sociedad contemporánea. Sin embargo, un examen experto posterior de los 85 cráneos indicó que al menos el 20 % había sufrido algún tipo de lesión violenta, posiblemente por «garrotes de madera y hachas de piedra».
El acceso a la tumba se realiza a través de un túnel bajo 3 metros (3,3 yd) de largo. Los visitantes solían poder acostarse en un carrito con ruedas y luego ponerse de pie en el interior de la tumba. Debido a las regulaciones y restricciones impuestas durante la pandemia de COVID-19, la tumba cerró en 2020 y luego se tomó la decisión de cerrarla de forma permanente. Ya no está abierto al público.

## En los medios populares
En enero de 2017, la tumba apareció en la serie de arqueología BBC Two Britain's Ancient Capital: Secrets of Orkney.